# クラヴィーア練習曲
クラヴィーア練習曲（くらう゛ぃーあれんしゅうきょく ドイツ語: Clavier-Übung）は、ドイツ後期バロック音楽のジャンルの1つ。クラヴィーアとはドイツ語で鍵盤楽器を指し、クラヴィーア練習曲という名称全体としては「鍵盤楽器の練習曲」という意味である。作品名・曲集名として用いる場合は、日本語では「クラヴィーア練習曲集」と訳されている。
題名としては、1689年にヨハン・クーナウによって最初に採用され、後にとりわけ一連のヨハン・ゼバスティアン・バッハの出版作品と関連するようになる。演奏者・学習者の機械的な指の鍛錬に終始せず、同時に学習者・演奏者の趣味（芸術性・音楽性）の陶冶を目指したという意味において、後代のピアノのための芸術的な練習曲に影響を与えている。

## 17世紀・18世紀
- ヨハン・クーナウ:[1][2]
  - 新しいクラヴィーア練習曲集 第1巻（Neuer Clavier-Übung, erster Theil, 1689年）
  - 新しいクラヴィーア練習曲集 第2巻（Neuer Clavier-Übung, anderer Theil, 1692年）
- ヨハン・クリーガー
  - 典雅なクラヴィーア練習曲集（Anmuthige Clavier-Übung, 1698年）
- ヴィンツェント・リューベック
  - クラヴィーア練習曲集（Clavier Übung, 1728年）
- クリストフ・グラウプナー:
  - やさしいクラヴィーア練習曲集 (Leichte Clavier-Übungen, 1730年頃)
- ヨハン・ゼバスティアン・バッハ:[1][2]
  - クラヴィーア練習曲集 第1巻 (Clavier-Übung I )：『6つのパルティータ』のこと。各曲は1726年から1730年にかけて単巻で出版された後、1731年にまとめて合本として出版された。
  - クラヴィーア練習曲集 第2巻 (Clavier-Übung II)： イタリア協奏曲とフランス風序曲で構成される（1735年）。
  - クラヴィーア練習曲集 第3巻  (Clavier-Übung III)：「ドイツ・オルガンミサ曲」との通称がある（1739年）。
  - クラヴィーア練習曲集 第4巻 (Clavier-Übung IV)：作曲者自身は「アリアと様々な変奏曲」と呼んだが、こんにち『ゴルトベルク変奏曲』の愛称で名高い（1741年）。
- ヨハン・ルートヴィヒ・クレープス
  - クラヴィーア練習曲集「様々な前奏曲といくつかの賛美歌による変奏曲」（Clavier Ubung Bestehend in verschiedenen vorspielen und veränderungen einiger Kirchen Gesaenge, ニュルンベルクにて1744年頃出版）
  - クラヴィーア練習曲集 第2巻「組曲」（Clavier-Ubung bestehet in einer [...] Suite [...] Zweyter Theil, ニュルンベルクにて1744年頃出版）
  - クラヴィーア練習曲集 第3巻「6つのソナチネ」（Clavier-Ubung bestehend in sechs Sonatinen … IIIter Theil, ニュルンベルクにて1744年頃出版）
- ゲオルク・アンドレアス・ゾルゲ
  - クラヴィーア練習曲集（Clavier Übung, 2声による24の前奏曲。オルガンまたはクラヴィコードのための曲集。1739年–42年)
  - クラヴィーア練習曲集（Clavier Übung, 3声による18のチェンバロ・ソナタ。1738年–c.1745年）
- ヨハン・フィリップ・キルンベルガー
  - バッハ式運指法によるクラヴィーア練習曲（Clavierübungen mit der bachischen Applicatur, 全4巻、1761年–1766年）

## 近代
- フェルッチョ・ブゾーニ
  - クラヴィーア練習曲集（ドイツ語: Klavierübung 初版：1918年/改訂版：1925年）ブゾーニの新古典主義音楽の美学に基づくピアノ教本。バロック音楽や古典派音楽に擬似的な書法が採られる半面、非伝統的な転調や和声法など近代的な音楽語法も採られている。

## 註
1. 1 2 3 4  Wollf (1991) p.189
2. 1 2 3  Boyd (2006) p.193)